# Ger, Hautes-Pyrénées
Ger är en kommun i departementet Hautes-Pyrénées i regionen Occitanien i sydvästra Frankrike. Kommunen ligger i kantonen Lourdes-Est som tillhör arrondissementet Argelès-Gazost. År 2022 hade Ger 158 invånare.

## Befolkningsutveckling
Antalet invånare i kommunen Ger
| Referens: INSEE |